# Ecuador világörökségi helyszínei
Ecuador területéről eddig öt helyszín került fel a világörökségi listára, öt helyszín a javaslati listán várakozik a felvételre.
| | Galápagos-szigetek Nemzeti Park |
| 1978, kiterjesztés: 2001 |                                 |
| Természeti (VII)(VIII)(IX)(X) |                                 |
| Védett terület:14 066 514 ha, hivatkozás: 1 |                                 |
| Az Ecuadorhoz tartozó Galápagos szigetcsoport a Csendes-óceánban található az ország partjaitól körülbelül 1000 kilométer távolságra. A három óceáni áramlat kereszteződésénél fekvő, 19 főszigetből és a hozzájuk tartozó természeti területből álló szigetcsoport számos állatfajnak ad otthont. Az egyes szigetek magasságukban, területükben és fekvésükben nagymértékben eltérnek egymástól. A legrégebbi sziget 2,4 – 3 millió évvel ezelőtt keletkezett, a legfiatalabb mindössze 700000 éves. A földrajzi elszigeteltség kedvező életkörülményeket biztosított a növényeknek és állatoknak, amelyek így a világ többi részétől függetlenül fejlődhettek. Ez a szigetcsoport ihlette Charles Darwin evolúciós elméletét, miután a tudós 1835-ben meglátogatta a szigeteket. A szigetek állatvilága gerincteleneket, hüllőket, madárfajokat és néhány emlőst foglal magába. A sziget állatainak többsége csak itt fordul elő, a hüllők például két faj kivételével csak itt honosak. Az itteni állatok közé tartozik a csököttszárnyú kárókatona, a galápagosi pingvin, a varacskosfejű leguán, a tengeri leguán és a galápagosi óriásteknős. |                                 |

| | Quito óvárosa |
| 1978 |               |
| Kulturális (II)(IV) |               |
| Védett terület: 70,4 ha, puffer zóna: 375,2 ha, hivatkozás: 2 |               |
| Quito, Ecuador 2850 méter tengerszint feletti magasságban elterülő fővárosa egy inka város romjaira épült a 16. században. A vulkánokkal körülvett terület az Inka Birodalom második legjelentősebb közigazgatási központja volt. 1917-ben egy földrengés miatt súlyos károkat szenvedett de ennek ellenére Dél-Amerika városai közül Quito óvárosa maradt fenn a legjobb állapotban. A quitói barokk stílus jelentős alkotásai a San Francisco- és a Santo Domingo-kolostor, valamint a jezsuita La Compania-templom spanyol, olasz mór, flamand és helyi építészeti jellegzetességeket mutatnak. A 16. században egy inka palota maradványaira épített San Francisco-templom a város legnagyobb és legrégebbi keresztény temploma. 1755-ben egy földrengésben megrongálódott, a jelenleg is látható épület az újjáépítés eredménye. A templomokra a gazdag belső díszítés jellemző. A gyarmati időszakban Quinto belvárosában éltek az legmagasabb társadalmi osztály tagjai, ebből a korból származnak az óváros fennmaradt palotái. |               |

| | Sangay Nemzeti Park |
| 1983 |                     |
| Természeti (VII)(VIII)(IX)(X) |                     |
| Védett terület: 271 925 ha, hivatkozás: 260 |                     |
| A nemzeti park félreeső, nehezen megközelíthető helyen a Középső-Andok Keleti-Kordillerák vonulatában fekszik. Területe három jól elkülöníthető zónára oszlik, egy hordalékkúp, a keleti hegylábak (1000 – 2000 méter), és a vulkanikus eredetű Andok (2000 – 5000 méter). A park két működő vulkánjáról (Tugurahua 5016 m, Sangay 5230 m) egy kialudt tűzhányóról (El Altar 5319 m), valamint különleges természeti szépségéről is híres és az ökoszisztémák teljes skálája megtalálható benne a trópusi esőerdőtől a hófödte hegyeken át a gleccserekig. A növényzeti zónák felfelé haladva váltakoznak, 2000 méter felett a szubtrópusi esőerdő alacsonyabb hegyi esőerdőbe olvad, ezt 4500 méter magasságban füves térség váltja fel, 4800 méter felett pedig hóborította területek következnek. A park folyói kelet felé, az Amazonas-medence irányába tartanak, a jelentős szintkülönbségek miatt gyakran vízeséseken keresztül. A terület elszigeteltsége kedvezett a park növény- és állatvilágának, köztük olyan őshonos fajok fennmaradásának mint a hegyi tapír és az andoki kondorkeselyű. A sokféle vegetációs zónának köszönhetően a parkban többek között pumák, pápaszemes medvék, jaguárok, ocelotok, tigrismacskák, déli törpeszarvasok és óriásvidrák is élnek. Az itt élő madárfajok száma 400 és 500 közé tehető míg a növényfajok számát 3000 körülire becsülik. |                     |

| | Santa Ana de los Ríos de Cuenca történelmi központja |
| 1999 |                                                      |
| Kulturális (II)(IV)(V) |                                                      |
| Védett terület: 224,1 ha, puffer zóna: 1837 ha, hivatkozás: 863 |                                                      |
| Ecuador harmadik legnagyobb városát, az ország déli részén, az Andok hegycsúcsai között 2595 méter magasan fekvő települést spanyol hódítók alapították 1557-ben. Már a spanyolok megérkezése előtt is jelentős cañari, később pedig inka központ volt, de ekkorra már elhagyatottan, romokban hevert. A várostervezés során követték V. Károly spanyol király harminc évvel korábban kiadott szigorú várostervezési rendeletének előírásait, és Cuenca a mai napig megőrizte merőleges utcahálókból kirajzolódó, egy központi tér köré kialakított nyolcszögletű alaprajzát. A környék egyik fontos mezőgazdasági és közigazgatási központjává fejlődött, gazdasági fellendüléséhez hozzájárult az egzotikus áruk exportja is. A település arculatát a 19. századi fellendülés idején modernizálták. Jellegzetes városképéhez hozzátartoznak a macskaköves utcák és a világos színűre festett koloniális házak. Főtere a Plaza Abdon Calderon köré építették az 1557-ben alapított Régi székesegyházat alacsony harangtornyával, majd később vele szembe emelték az Új Székesegyházat. A város jelentős épületei közé tartozik az 1559-ben létrehozott La Concepcion-zárda, valamint az 1682-ben befejezett Las Carmelitas Descalzas-zárda, mindkettő a spanyol barokk gyarmati építészet kiemelkedő példái. |                                                      |

| | Qhapac Ñan - inka úthálózat |
| Argentína, Bolívia, Chile, Ecuador, Kolumbia és Peru közös világörökségi helyszíne |                             |
| 2014 |                             |
| Kulturális (II)(III)(IV)(VI) |                             |
| Védett terület: 11 407 ha, puffer zóna: 663 070 ha, hivatkozás: 1459 |                             |
| Az Andoki útrendszer hat ország, Argentína, Bolívia, Chile, Ecuador, Kolumbia és Peru közös világörökségi helyszíne. Ez egy kiterjedt, kommunikációs, kereskedelmi és védelmi célokra létrehozott, összességében több mint 30 ezer kilométer hosszú úthálózat. A prehispán közösségek által több évszázadon keresztül létrehozott útrendszer az Inka Birodalom hatalmának megszilárdításakor, a 15. században érte el legnagyobb kiterjedését. Ekkor keresztbe és hosszába is behálózta az Andok vidékét. Az úthálózat négy főúton alapul, amelyek Cuzcoból, az Inka Birodalom fővárosából indultak ki. A négy főutat alacsonyabb rendű utak alrendszerével kapcsolták egymáshoz. Az útrendszer a birodalom számára létfontosságú volt, egymástól nagy távolságra fekvő falvakat, városokat, vallási központokat és ipari tevékenységet folytató helyeket kötött össze. Az út egy 616 kilométeres szakaszán található 308 régészeti lelőhelyen az inka építészet és mérnöki teljesítmény kiemelkedő példáit tárták fel. Az útvonal egyes részeire szélsőséges körülmények jellemzők, ezek hóval borított, 6000 méter fölötti hegyvidékek, sivatagos területek, trópusi esőerdők, így az útrendszer kialakításához a kor legmagasabb szintű mérnöki teljesítményére volt szükség. |                             |

## Elhelyezkedésük
| Galápagos-szigetek |

## Javasolt helyszínek
| Név                                                     | Kép | Típus      | Kritérium | Év   | Hiv. |
| ------------------------------------------------------- | --- | ---------- | --------- | ---- | ---- |
| A Transzandoki vasút kulturális útvonala                |     | kulturális | II, IV, V | 2016 | ]    |
| A Mayo Chinchipe - Marañón kultúra régészeti helyszínei |     | kulturális | III, V    | 2016 |      |
| Zaruma bányaváros                                       |     | kulturális | IV, V     | 2016 |      |
| Machalilla Nemzeti Park                                 |     | vegyes     | -         | 1998 |      |
| Puyango megkövült erdeje                                |     | természeti | VIII, IX  | 1998 |      |